# Saint-Christophe-sur-Dolaison

Saint-Christophe-sur-Dolaison este o comună în departamentul Haute-Loire, Franța. În 2009 avea o populație de 939 de locuitori.